# Valdo Cândido Oliveira Filho
Valdo Cândido Oliveira Filho (Siderópolis, Brasil, 12 de gener de 1964) és un exfutbolista brasiler. Va disputar 45 partits amb la selecció del Brasil.